# Лейнер

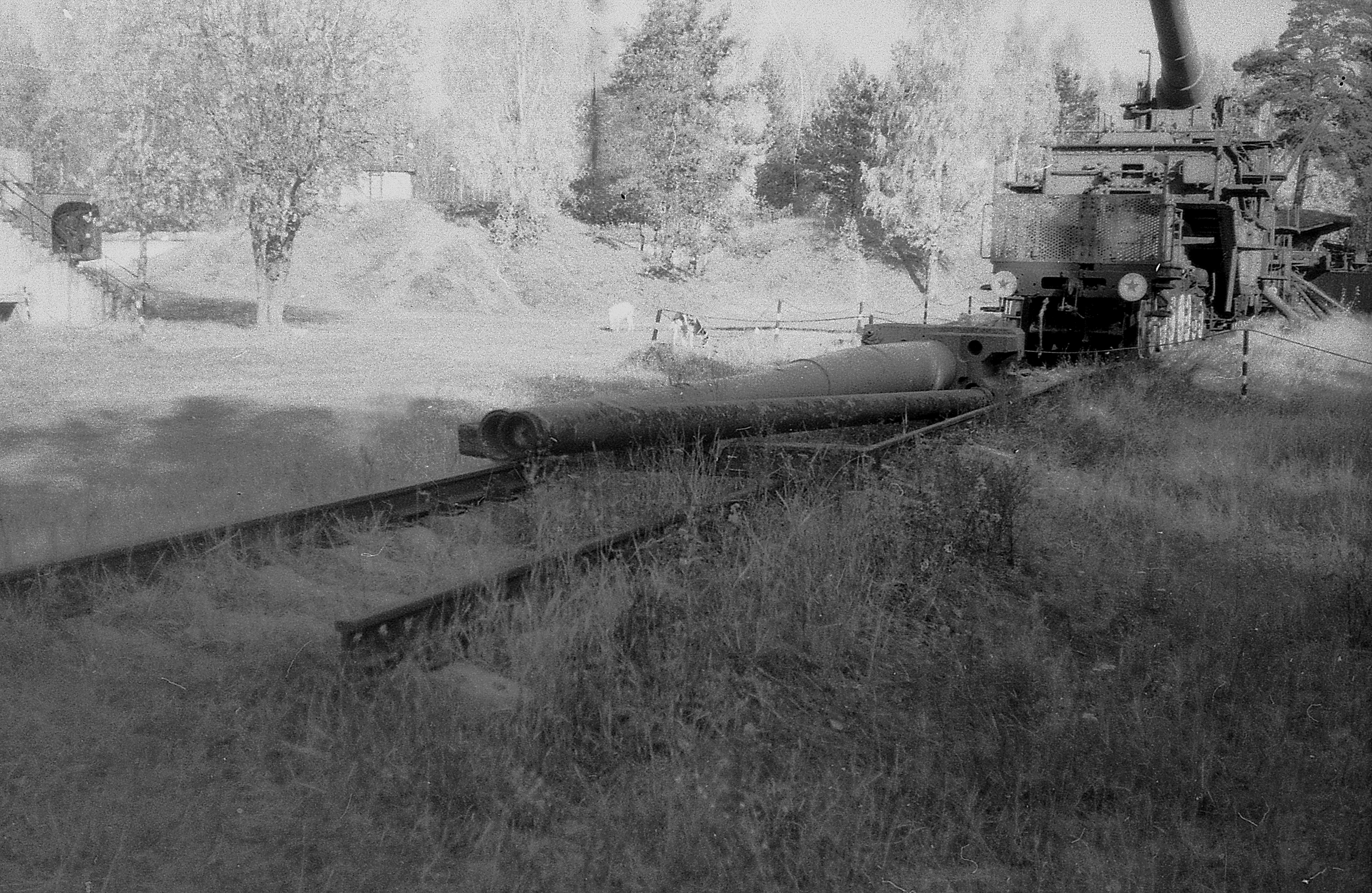
Ствол и лейнер 305-мм орудия

Ле́йнер (от англ. liner — вкладыш) — сменная часть ствола артиллерийского орудия. 
Вкладыш (лейнер) представляет собой вставную тонкостенную трубу с винтовыми нарезами, образующую канал ствола артиллерийского орудия и перекрываемую оболочкой (кожухом) по всей длине. Применяется главным образом в орудиях крупного калибра (от 12") для увеличения живучести их стволов и компенсации снижения точности стрельбы в результате износа нарезов в процессе эксплуатации. Износ стволов значительно возрастает с увеличением калибра и длины ствола — на линкорах последних серий, имевших пушки калибром 14—16" и длину ствола 45—50 калибров, рассеивание снарядов значительно возрастало уже через несколько десятков (до ста) выстрелов.
В советской литературе указывается, что в России лейнер впервые применён в 1874 году по предложению директора Обуховского завода А. А. Колокольцова как мера повышения живучести мощных артиллерийских орудий. Однако фактически он получил распространение лишь в межвоенный период, первоначально в Западной Европе и США в конце 1920-х — начале 1930-х гг. Более того, в западных источниках указывается, что практическое применение этой идеи требовало наличия технологии автофретирования. Ограничивало применение лейнеров необходимость изготовления их из высококачественной стали и относительная дороговизна лейнированных стволов (на 15—20% выше обычных), окупаемая лишь при замене нескольких лейнеров.
Способ изготовления стволов со свободным лейнером, а также замена изношенных лейнеров называются лейнированием. Разновидностью лейнера является ствол со свободной трубой.

## Устройство лейнера
Лейнеры бывают скреплёнными и свободными. Скреплённый лейнер вставляется в оболочку с определённым натягом, свободный лейнер вставляется с определённым (небольшим) зазором. Величины зазора в стволах со свободным лейнером равны: 0,05 — 0,2 мм для орудий среднего калибра и 0,15 — 0,25 мм для орудий крупного калибра.
От смещения в осевом направлении (вперёд — назад) лейнер удерживают кольцевой уступ (бурт) и навинтный казённик (иногда кольцо, ввинченное в оболочку), а от вращения внутри оболочки — шпонки, стопорный винт, планка и т. п. 
При выстреле под действием высоких температур и давлений в канале ствола зазор между наружной поверхностью свободного лейнера и внутренней частью перекрываемой оболочки выбирается (уменьшается), то есть оболочка участвует в сопротивлении давлению пороховых газов. После охлаждения ствола зазор восстанавливается.
Так как в случае износа свободный лейнер можно быстро заменить в войсковых условиях, а скреплённый — нет, то практическое применение нашёл преимущественно свободный лейнер. Основные недостатки стволов со свободным лейнером — необходимость использования ствольных сталей с очень высокими механическими характеристиками и сложность их изготовления.